# Emma Davidson
Emma-Jane Davidson (1974) é um membro do parlamento na Assembleia Legislativa do Território da Capital Australiana representando o ACT Greens.
Antes de entrar na política, a carreira de Davidson concentrou-se na defesa das mulheres, inclusive como convocadora do Lobby Eleitoral Feminino.
Nas eleições gerais do Território da Capital Australiana de 2020, Davidson conseguiu eleger-se para um dos cinco assentos em Murrumbidgee.